# 南羅克伍德 (密歇根州)
南羅克伍德（英語：South Rockwood）是位於美國密歇根州門羅縣柏林特設鎮區的一個村。

## 人口
根據2020年美國人口普查的數據，南羅克伍德的面積為8.62平方千米，當中陸地面積為8.47平方千米，而水域面積為0.15平方千米。當地共有人口1587人，而人口密度為每平方千米184人。